# 卜篤佛尤
卜篤佛尤（鄒語：Buntunfoyu），是台灣鄒族傳說中的一種野豬，身形巨大、甚至會吃人。

## 外表與習性
卜篤佛尤的體積跟牛一樣大，牠們什麼都吃、性格凶暴、而且跑得很快，連人也經常被襲擊並吃掉，經常成群出現並到處肆虐。

## 傳說
據說之前有對兄弟上山打獵，遇到了一群卜篤佛尤，雖然他們奮力逃跑，但獵狗和弟弟還是被吃掉了，哥哥則是藉由丟出石頭製造聲音轉移牠們的注意力才成功逃回家，後來哥哥另外找了一個速度很快的獵人一起上山、找到卜篤佛尤棲息的草原並放火燒，把牠們全都燒死了，後來哥哥把死掉的解體、丟給狗吃，但因為牠們吃過人，獵狗不會吃。